# جهاد من أجل الحب
جهاد من أجل الحب (بالإنجليزية: A Jihad for Love)‏ هو فيلم وثائقي إنتاج عام 2007 يتكلم عن التعايش بين الإسلام والمثلية الجنسية، ويعرض الصراع الداخلي للمثلي جنسياً، بين الرغبة المثلية والمعتقدات الدينية الإسلامية التي ترفض لذلك، وتم تصويره في بلدان عديدة داخل العالم الإسلامي وخارجه.
يقرر الفلم أن الصراع في الحقيقة صراع ما بين الرغبة المثلية من جهة والتراث والتفسيرات التقليدية للقرآن الكتاب المقدس لدى المسلمين من جهة أخرى، ويقرر أن الإسلام لا يحرم المثلية ويمكن للمثلي أن يكون متديناً ومتمسكاً بدينه حسب رأي المخرج وهو يعرض عدداً من المثليين الذين يقولون إنهم متمسكون بدينهم جداً، ويستعير المخرج لفظة الجهاد التي تشير في الغرب إلى «الحرب المقدسة» والقتال، وهو يعني نضال المثليين ضد التقاليد الدينية من أجل انتصار الحب، أي حب المثلي لشريكه المثلي من نفس النوع الجنسي. وقد لقي الفلم صدى واسعاً بين الجمهور الغربي بسبب الدعم الإعلامي والنقدي الذي حظي به، وتلقى مخرجه انتقادات تراوحت بين التهديد أحياناً والدعوة إلى التوبة أحياناً أخرى.

## وصلات خارجية
- جهاد من أجل الحب على موقع IMDb (الإنجليزية)
- جهاد من أجل الحب على موقع ميتاكريتيك (الإنجليزية)
- جهاد من أجل الحب على موقع روتن توميتوز (الإنجليزية)
- جهاد من أجل الحب على موقع نتفليكس (الإنجليزية)
- جهاد من أجل الحب على موقع أول موفي (الإنجليزية)
- جهاد من أجل الحب على موقع بوكس أوفيس موجو (الإنجليزية)
- جهاد من أجل الحب على موقع فيلمافينيتي (الإسبانية)
- جهاد من أجل الحب على موقع قاعدة بيانات الفيلم (الإنجليزية)
- جهاد من أجل الحب على موقع ليتربوكسد (الإنجليزية)
- جهاد من أجل الحب على موقع كينوبويسك (الروسية)
- الموقع الرسمي